# Hugues Aubriot
Hugues Aubriot, ou Aubryot, né vers 1320 et mort vers 1382, est intendant des finances et prévôt de Paris sous Charles V.

## Biographie

### Premières années
Né à Dijon vers 1320 à l'hôtel Aubriot, qui appartenait à son père, Guillaume Aubriot, prêteur et changeur à Dijon. Sa mère se prénommait Perrenette. 
Hugues Aubriot a reçu une bonne formation de droit et devient un légiste dont le talent était reconnu et un bon orateur. Il est clerc sans recevoir la tonsure.
À la mort de son père il a hérité d'une fortune importante qu'il a su faire fructifier. En 1346 il a fait un riche mariage en épousant Marguerite de Pomard, qui était la nièce d'un président de la Cour des Comptes de Paris et d'un évêque de Langres.

### Bailli de Dijon
En 1359, alors qu'il a déjà la charge de portier de Dijon, il figure parmi les otages qui servent à garantir au roi d'Angleterre le paiement d'une somme de 200 000 moutons d'or due par le duc de Bourgogne Philippe de Rouvre à la suite de la conclusion d'une trêve. À la fin de l'année il est nommé bailli de Dijon.
À partir de cette nomination, Hugues Aubriot va assister le duc de Bourgogne pour lutter contre les abus des notables du bourg Saint-Bénigne dépendant de l'abbé et des magistrats municipaux. Il va aussi imposer par la force la participation financière des moines de l'abbaye Saint-Étienne aux travaux d'amélioration de la défense de Dijon.
Le duc de Bourgogne lui a demandé d'accompagner le duc d'Étampes à Avignon pour régler un problème de droit de justice avec l'évêque d'Autun.

### Prévôt de Paris

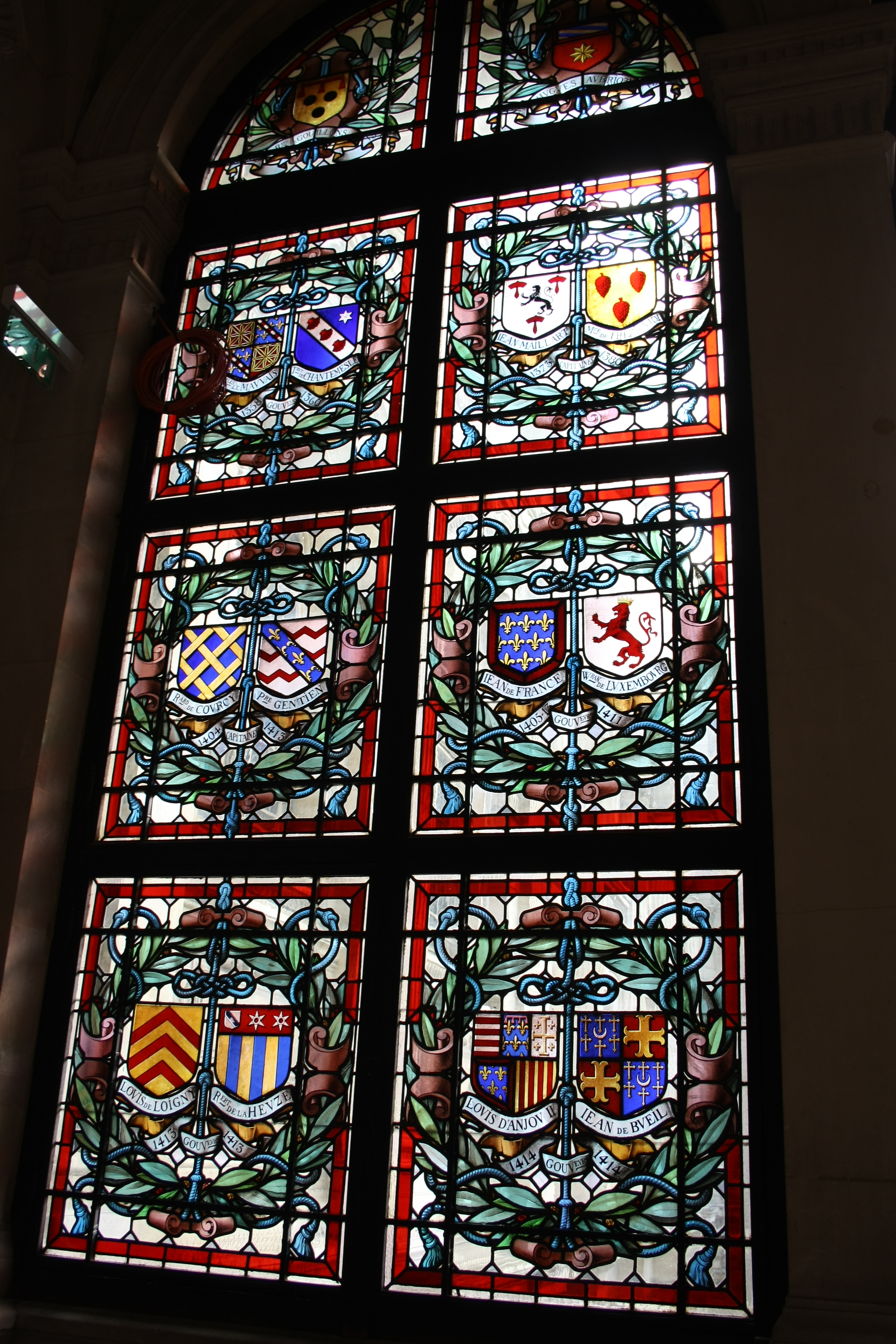
Armoiries d'Hugues Aubriot

En 1364, après avoir été prévôt de Dijon, Hugues Aubriot est prévôt de Paris (garde de la prévôté de Paris du 3 septembre 1367 au 17 mai 1381). Les différentes actions qu'il a menées pour le compte du duc de Bourgogne lui valent alors une grande réputation qui a en effet fini par arriver aux oreilles du roi de France Charles V. Pour le faire venir à Paris, le roi lui accorde une somme importante de 2 500 francs pour son installation. En 1367 il lui donne l'argent nécessaire pour qu'il puisse acheter un hôtel particulier, rue de Jouy (actuelle rue Charlemagne) et rue Percée (actuelle rue du Prévôt), près du logement du roi à l'hôtel Saint-Pol (ou hôtel Saint-Paul). Cet hôtel, appelé «hôtel des Marmousets» à cause de sa décoration, avait appartenu à Jean de Pacy, mort en 1364. Après la disgrâce d'Hugues Aubriot l'hôtel eut plusieurs propriétaires. Il devient l'hôtel du Prévôt à la place du Grand Châtelet quand Robert d'Estouteville le rachète en 1454.
Hugues Aubriot va, comme il l'a fait à Dijon, être l'agent du roi pour rétablir son autorité sur la ville face aux bourgeois et au prévôt des marchands. Pour assurer son pouvoir il a affirmé que sa justice ne dépendrait pas de la fortune du justiciable. Sa première action significative a été de condamner à mort Richard de Beaumont qui avait été convaincu d'indélicatesse et de faux en écritures publiques. Il a ensuite œuvré pour rétablir la sécurité publique en réformant le guet royal en nommant un lieutenant du guet ayant à sa disposition vingt sergents à cheval et quarante hommes à pied. Il complète son action en assurant la défense de Paris en continuant les travaux de fortification de la ville commencés par Étienne Marcel et qui n'ont été terminés qu'en 1383.
Il met en œuvre dans la ville des travaux importants. Il fait ainsi construire le pont Saint-Michel et le pont au Change. Il fait aussi édifier, pour répondre au souci du roi de protéger sa capitale, le petit Châtelet et la Bastille. Dès 1370, il fait construire, rue Montmartre, un égout voûté et maçonné qui rejoint le ruisseau de Ménilmontant. Le réseau se développe alors lentement au fil des siècles.
Hugues Aubriot va assurer le développement commercial de la ville et mener une politique flattant les bourgeois de Paris en leur donnant des charges honorifiques mais sans pouvoir et en les protégeant des actions de l'Université de Paris. Il va mettre le prévôt des marchands en dépendance du prévôt royal et n'est plus consulté que sur des affaires secondaires. Il obtient que les bourgeois de Paris qui doit « resplandir devant toutes autres villes en prérogative des dignitez et honneurs » puissent « tenir fiefs et arrière-fiefs et jouyr du fait de noblesse » comme les nobles de lignée.

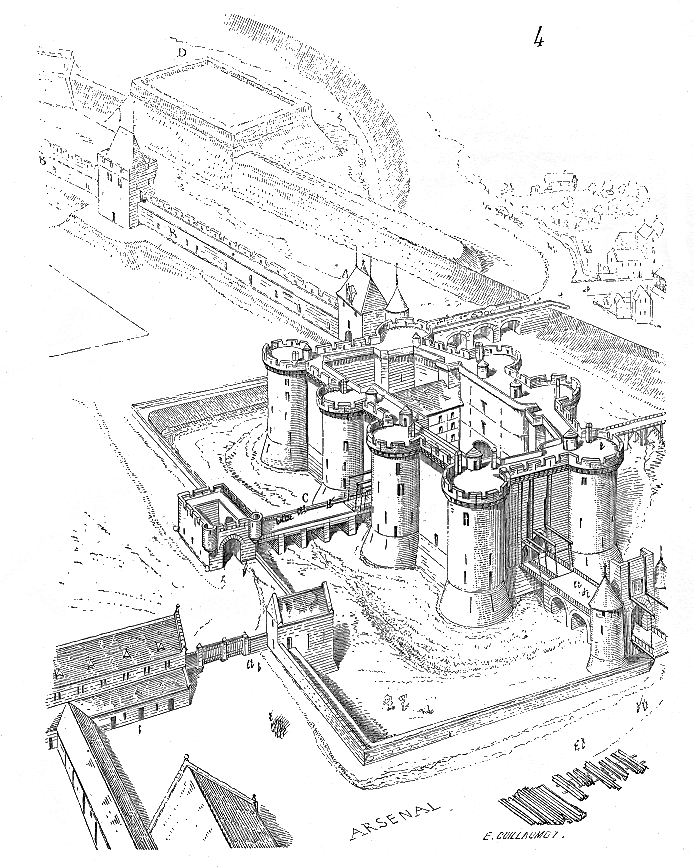
Plan de la Bastille, Dictionnaire raisonné de l'architecture française du XIe au XVIe siècle, 1854-1868, Viollet-Le-Duc

Il prend en 1367 un édit autorisant la présence de prostituées uniquement dans la rue de Glatigny, l’Abreuvoir Mâcon, les quatre rues du Clos Bruneau et celles de la Boucherie, Froidmentel, Chapon, des Champs-fleuri, Tiron et Baillehoe.

Le 22 avril 1370, il pose la première pierre de la Bastille qui a un double rôle : protéger Paris à l'est, permettre de protéger le roi en cas de révolte du peuple parisien et sécuriser la route reliant la résidence du roi à l'hôtel Saint-Pol au château de Vincennes où le roi veut établir le centre administratif du royaume.
« Dès le temps du roi Jean, ou même avant cette époque, il existait à l’entrée de la rue Saint-Antoine une porte flanquée de deux hautes tours ; Charles V résolut de faire de cette porte une forte bastide. Vers 1369, ce prince donna ordre à Hugues Aubriot, prévôt de Paris, d’ajouter à ces deux tours un ouvrage considérable, composé de six autres tours reliées entre elles par d’épaisses courtines. Dès lors il paraîtrait que la Bastille ne fut plus une porte mais un fort protégeant la porte Saint-Antoine construite vers le faubourg au nord. La bastille Saint-Antoine conserva toutefois son ancienne entrée ; dans la partie neuve, trois autres portes furent percées dans les deux axes, afin de pouvoir entrer dans le fort ou en sortir par quatre ponts jetés sur les fossés. C’était là un véritable fort isolé, fermé à la gorge, commandant la campagne et la ville au loin, indépendantde l’enceinte mais l’appuyant. Le nom de bastille par excellence donné à ce poste indique clairement ce que l’on entendait par bastide au moyen âge. Nous donnons le plan de la bastille Saint-Antoine. » 
Cependant, si les mesures de sécurité prises pendant son édilité sont d'abord approuvées par les Parisiens, elles vont finir par être jugées tracassières. Les étudiants vont protester contre leur participation au guet des métiers auquel le prévôt de Paris voulait les contraindre en arguant que ces servitudes ne pouvaient avoir d'exemption. Ils obtiennent satisfaction du roi le 5 novembre 1368. Malgré cette victoire le conflit ne va pas s'arrêter entre les étudiants et le prévôt. C'est le schisme dû à l'élection de deux papes en 1378 qui va donner l'occasion de réanimer le conflit. Entre Urbain VI, élu pape à Rome, et Clément VII, pape à Avignon, Hugues Aubriot va exiger que l'Université de Paris reconnaisse comme pape légitime Clément VII.
La mort du roi Charles V le 16 septembre 1380 lui fait perdre son appui et sa protection. Ce dernier voyant sa mort arriver avait voulu diminuer les taxes que supportait le peuple et décida d'abolir les fouages. Le peuple crut que le feu roi avait supprimé tous les impôts.
Accusé de « libertinage, sodomie, fauteur à la perfidie judaïque » parce qu’il prend des mesures de clémence à l’égard des Juifs de Paris (comme vouloir leur rendre leurs enfants enlevés en 1380 pour les convertir), il est condamné à la prison à perpétuité. Il est remplacé le 17 mai 1381, à titre provisoire par Guillaume de Saint-Germain comme prévôt de Paris. Ce dernier avait été auparavant procureur général au parlement de Paris. Audoin Chauveron lui succède le 31 mai 1381.
À la nouvelle du rétablissement de taxes qui avaient été abolies par le roi Charles V, le peuple de Paris se révolte et s’empare, à l’Hôtel de Ville, des armes, en particulier de maillets de plomb utilisés par les défenseurs de la ville sur les remparts, maillets qui servent à frapper les assaillants. Les « maillotins » s’emparent de la ville et y commettent nombre d’excès. Ce sont eux qui libèrent Aubriot et qui voulurent le mettre à leur tête, mais il refusa ce dangereux honneur. 
Il quitte Paris et se rend d'abord à Mussy-la-Fosse, puis à Mâcon et décide de se rendre à Avignon pour plaider sa cause auprès du pape Clément VII au moment où l'université de Paris reprend ses accusations contre lui. Le pape l'invite à se retirer à Sommières où il meurt, quelques mois plus tard, en 1382.

## Hôtel Aubriot de Dijon

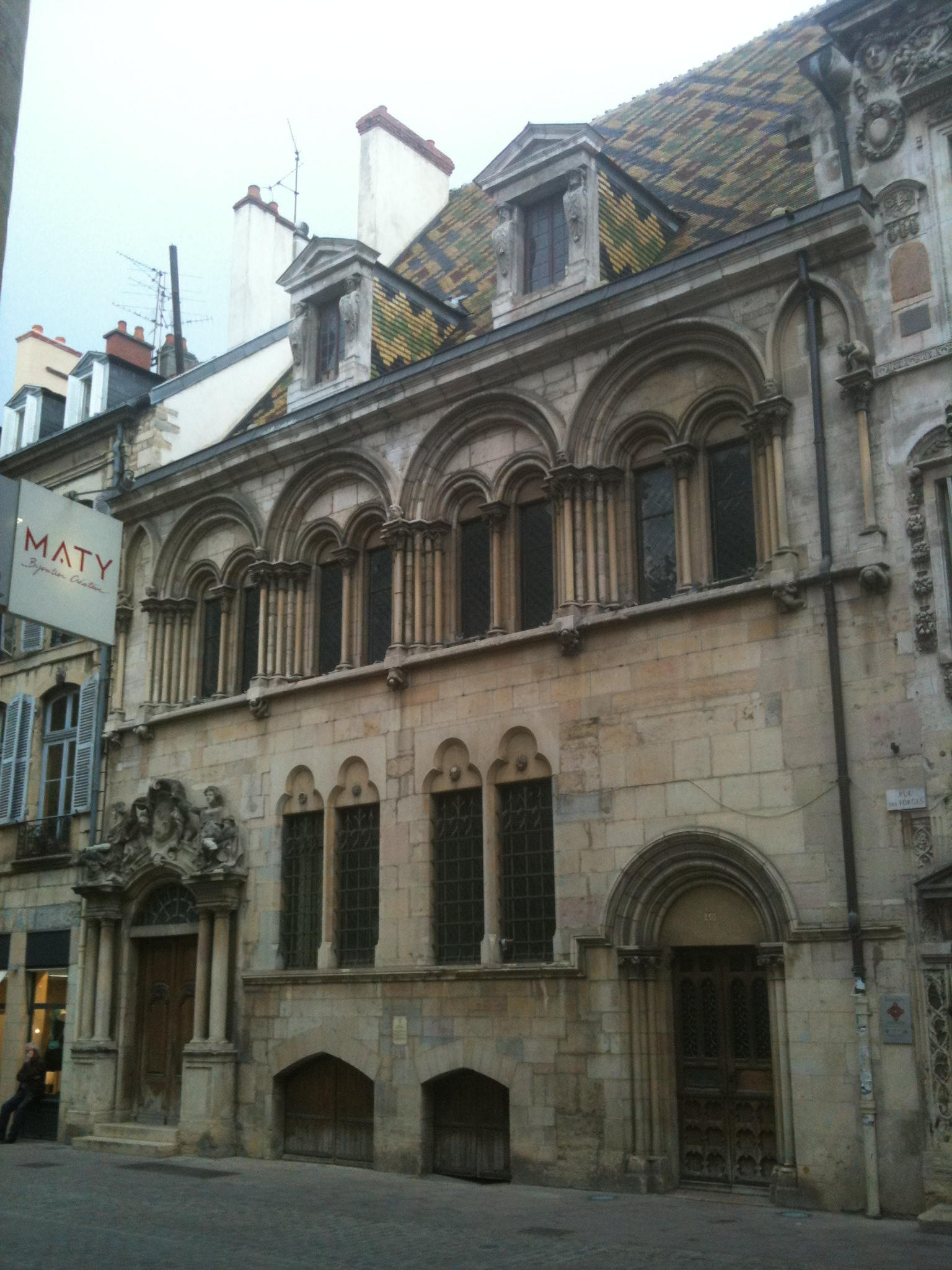
Hôtel Aubriot de Dijon

L'hôtel d'Hugues Aubriot, au 40 rue des Forges à Dijon, est devenu le siège du présidial en 1739. Entièrement reconstitué en 1908, par l'architecte Louis Perreau et le sculpteur Xavier Schanosky.
Il est doté d'une jolie toiture de tuile vernissée de Bourgogne, qui surgit dans le prolongement de la rue du Bourg, grande rue commerçante du centre ville.

### Héraldique

Blason de la famille Aubriot : De gueules à l'étoile d'or à huit branches, au chef bandé d’or et d’azur de six pièces et à la bordure de gueules.
Ce blason peut être vu sur un vitrail de l'hôtel de ville de Paris et sur un linteau de l'église de Bouze-lès-Beaune